# YES/NO イエス・ノー
『YES/NO イエス・ノー』（イエス・ノー、原題：True Love または Y/N: You Lie, You Die）は、2012年のイタリア・アメリカ合衆国合作のシチュエーションスリラー映画。エンリコ・クレリコ・ナジーノの初監督作品。製作は『［リミット］』などのピーター・サフラン。読みは「いえすのー　いえすのー」ではなく「いえすのー」。

## あらすじ
結婚したばかりのジャックとケイトは、目が覚めるとそれぞれが密室に閉じ込められていた。お互いに相手の部屋を映した映像が流れ、何者かによって相手への信頼を試すイエス・ノーの質問が繰り返され、二人は答え続ける。次第に、お互いの秘密が明らかにされていく。

## キャスト
※括弧内は日本語吹替
- ジョン・ブラザートン - ジャック（楠大典）
- エレン・ホルマン - ケイト（佐古真弓）
- ガブリエル・マイヤーズ - エリック（小松史法）
- ジェイ・ハリントン - サム（ジャックの友人）（三上哲）
- クレア・ケアリー - デイナ（ケイトの友人）（田中敦子）
- タイリース・アレン - ジャックのセラピスト（原田晃）

## 日本版イメージソング
本作の公開と同時期、偶然に川嶋あいが映画と同名の楽曲「YES/NO」を発表し、発表後に両者が歩み寄りイメージソングとしてタイアップが決定した。

## 評価
ニュースサイトTwitch FilmのShelagh Rowan-Leggは、「セットデザインが観客を身悶えさせる」と肯定的な評価をした。一方、ガーディアン誌のCarole Jahmeは、「期待外れ」とし、脚本・演技をともに批判した。